# Trogatha poecilota
Trogatha poecilota là một loài bướm đêm trong họ Noctuidae.